# Nightfall Doom Metal
Nightfall Doom Metal ist eine 2019 gegründete Funeral-Doom-Band.

## Geschichte
Die Sängerin Bela Buia de Beaurepaire Rohan gründete Nightfall Doom Metal 2019 gemeinsam mit ihrem Lebenspartner, dem Multiinstrumentalisten und Sänger Percy Hatschbach. Dabei verwies sie auf eine hohe Identifikation mit dem Genre und darauf, dass der Stil für sie eine „außergewöhnliche Ausdrucksform“ darstelle. Hatschbach, der zuvor dem Blues zugeneigt war und als Musiker für Sérgio Augusto Bustamante aktiv war, wurde von Bela Buia de Beaurepaire Rohan an den Funeral Doom herangeführt. Sie nahm eine lose improvisierte und gesummte Skizze des Stücks Gisela auf um Hatschbach ihre Idee vorzutragen. Nachdem dieser die Aufnahme gehört und Idee erfasst hatte, nahm Nightfall Doom Metal Form an.
Im gleichen Jahr veröffentlichte das Duo das Debüt Where Sad Souls Dwell via Silent Time Noise. Hatschbach bezeichnete die Kooperation als eine „Überraschung“ und „große Ehre“ und verwies auf die enge Kooperation und den konstruktiven Austausch innerhalb der Doom-Metal-Szene. Ein Jahr nach dem Debüt folgte mit Memories ein zweites Album, das die Band erst als Download im Selbstverlag über Bandcamp vertrieb. Später, noch im Jahr 2020 erschien das Album über Silent Time Noise. Mit Echoes in Infinity folgte 2021 ein weiteres als Meisterwerk gelobtes Studioalbum, das vorerst als Download im Selbstverlag erschien. Im gleichen Jahr baute das Duo die eigene Popularität durch eine Reihe an Auftritten im Zuge von Covid-19-Pandemiebedingter Online-Festivals aus.
Im März des Jahres 2022 starb Bela Buia de Beaurepaire Rohan, ihr Ehemann und Band-Partner Sänger Percy Hatschbach verwaltete ihr musikalisches Erbe.

## Stil
Das Label bewirbt die Musik als „Gedanken und Gefühle in Form musikalischer Schönheit.“ Rezensenten verweisen auf besondere Atmosphäre und Spiritualität im Kontext des Funeral Doom.
Die Musik des Duos wird von Silent Time Noise und Nightfall Doom Metal als „Dark Atmospheric Funeral Doom“ beworben. Hatschbach kategorisiert die Musik zuvorderst als Funeral Doom aufgrund der Arrangements, des symphonische Keyboardspiels und des verzerrten, schweren und teils progressiven Gitarrenspiel in einem langsamen Tempo. Als besondere Einflüsse führt Bela Buia de Beaurepaire Rohan Tiamat, Draconian und Sadael an. Auf Sadael nimmt Hatschach ebenfalls Bezug und hebt das Keyboardspiel des Ein-Mann-Projektes als Einflussreich für die eigene Stilentwicklung an. Mit Verweis auf Vahe Soghomonyan von Sadael führt Nightfall Doom Metal seit der frühen Phase des Duos, in der das Paar Kontakte in der Szene aufbaute, ein freundschaftliches Verhältnis.
Das Konzept, die lyrische und musikalische Ausrichtung werden von Bela Buia de Beaurepaire Rohan vorgegeben. Die lyrische Basis liegt in einem Themenkomplex aus „Schmerz, existenziellem Elend, Einsamkeit, Evolution, Geistern“ und weiteren Verweisen auf die Existenz als „Martyrium“.

„o Funeral Doom nos elegeu, nós não seguimos nenhum padrão imposto seja lá por quem ou pelo que for; estamos inclusos no contexto e no conceito dessa proposta, porém, sem seguir regras e a ignorar todos que supostamente criticam negativamente nosso trabalho.“

„Funeral Doom wählte uns. Wir befolgen keine von irgendjemandem oder irgendetwas auferlegten Standards. Wir stehen in diesem Konzept und Kontext, aber ohne das wir uns an vermeintliche Regeln halten und damit alle zu ignorieren, die unsere Arbeit negativ werten.“

## Diskografie
- 2019: Where Sad Souls Dwell (Album, Silent Time Noise)
- 2020: Memories (Download-Album, Selbstverlag; CD, Silent Time Noise)
- 2021: Echoes in Infinity (Download-Album, Selbstverlag; CD, Silent Time Noise)